# Ночь свастики
«Ночь свастики» — футуристическая антиутопия, написанная английской писательницей Кэтрин Бурдекин и опубликованная ею под псевдонимом «Мюррей Константайн» в 1937 году в издательстве Виктора Голланца. Перевыпущенная Левым книжным клубом (Left Book Club) в 1940 году, книга была впоследствии забыта до переиздания в 1985 году. Историк литературы Энди Крофт назвал «Ночь свастики» «самой оригинальной из множества антифашистских антиутопий 1930-х». Проводились параллели с вышедшим десятилетие спустя романом Джорджа Оруэлла «1984», где также изображалось пропагандистское переписывание истории.

## Сюжет
Действие романа разворачивается в 2633 году. В это время Гитлеру поклоняются как высшему арийскому божеству. Хотя среди главных героев романа нет женщин, один из главных мотивов романа — это преследование женщин в Германии будущего. Нацистов Кэтрин описывает как гомосексуалов и женоненавистиков. В мире антиутопии христианство ослаблено и доведено до примитивного состояния, евреи уничтожены, а женщины лишены всех прав.
В книге сказано, что Германия и Япония выиграли Двадцатилетнюю войну и установили контроль над миром.
Главный герой книги — англичанин Альфред. Он посещает Германию в ходе своего паломничества. В Рейхе англичан ненавидят, потому что Англия дольше всех сопротивлялась Рейху в Двадцатилетней войне. Одно из святых мест нацизма, которое посещает Альфред — это самолет. Согласно нацистскому учению, Адольф Гитлер лично прилетел на нём в Москву и добился победы над СССР.
В Рейхе полностью переписана история. Согласно нацистской идеологии, Гитлер был богом — высоким, со светлыми волосами; он лично выиграл войну. Однако под большим секретом Альфреду показывают фотографию, на которой запечатлен настоящий Гитлер рядом с девочкой. Альфред шокирован не только настоящим обликом фюрера, но и тем, что ребенок, стоящий рядом с ним — девочка. В мире новеллы женщины — выродившиеся существа, страдающие от ненависти к самим себе и все хуже справляющиеся со своей единственной функцией: размножением.
Япония в новелле правит Северной и Южной Америкой, Австралией и Азией. Японская империя — единственная сверхдержава, сравнимая по мощи с нацистами, но их войны закончились ничем. И немцы, и японцы испытывают демографические трудности из-за вырождения женщин.
В конце новеллы Альфреда убивают войска СС, но он успевает рассказать своему сыну правду об истории нацизма.

## Издание
- Katherine Burdekin Swastika Night. Архивная копия от 4 марта 2016 на Wayback Machine — Old Westbury: Feminist Press, 1985. — 196 p. ISBN 0935312560